# Pépoaza à ailes rousses
Cnemarchus rufipennis
Espèce
Statut de conservation UICN

 LC  : Préoccupation mineure
Le Pépoaza à ailes rousses (Cnemarchus rufipennis), aussi appelé Moucherolle à ailes rousses, est une espèce de passereaux de la famille des Tyrannidae.

## Systématique et distribution
Cet oiseau est représenté par deux sous-espèces selon la classification de référence du Congrès ornithologique international (version 9.1, 2019) :
- Polioxolmis rufipennis rufipennis Taczanowski, 1874 : Andes du Pérou (en dessous du département d'Amazonas, dans le département de Cajamarca, et du département de Lambayeque à ceux de Cuzco et d'Arequipa), de Bolivie (nord-ouest du département d'Oruro) et du nord du Chili (province d'Arica) ;
- Polioxolmis rufipennis bolivianus Fjeldså, 1990 : Andes du sud-est du Pérou (département de Puno), de Bolivie et du nord-ouest de l'Argentine (provinces de Jujuy et de Salta)[2],[3],[Note 1].